# 871-es busz
A 871-es jelzésű regionális autóbusz reggel közlekedik Leányfalutól Szentendrét érintve Pilisszentlászlóig. A viszonylatot a MÁV Személyszállítási Zrt. üzemelteti.

## Megállóhelyei
| 0  | Leányfalu, Alszeghy Kálmán tér induló végállomás |                                                  |
| 2  | Leányfalu, pócsmegyeri rév                       | 880, 882, 884, 889, 890, 893, 895, 898           |
| 3  | Leányfalu, Erkel Ferenc utca                     | 880, 882, 884, 889, 890, 893, 895, 898           |
| 5  | Leányfalu, Boldogtanyai út                       | 880, 882, 884, 889, 890, 893, 895, 898           |
| 6  | Leányfalu, Akácos út                             | 880, 882, 884, 889, 890, 893, 895, 898           |
| 7  | Szentendre, szigetmonostori rév                  | 880, 882, 884, 889, 890, 893, 895, 898           |
| 8  | Szentendre, Barackvirág utca                     | 880, 882, 884, 889, 890, 893, 895, 898           |
| 9  | Szentendre, Horgony utca                         | 880, 882, 884, 889, 890, 893, 895, 898           |
| 10 | Szentendre, Papszigeti bejárati út               | 880, 882, 884, 889, 890, 893, 895, 898           |
| 11 | Szentendre, Danubius szálló                      | 880, 882, 884, 889, 890, 893, 895, 898           |
| 12 | Szentendre, Pismány ABC                          | 873, 875, 880, 882, 884, 889, 890, 893, 895, 898 |
| 14 | Szentendre, Barátság köz                         | 876, 878, 879                                    |
| 15 | Szentendre, Új köztemető                         | 876, 878, 879                                    |
| 16 | Szentendre, Bolygó utca                          | 876, 878, 879                                    |
| 17 | Szentendre, Sztaravoda utca 18.                  | 876, 878, 879                                    |
| 18 | Szentendre, Tegez utca                           | 876, 878, 879                                    |
| 19 | Szentendre, Skanzen                              | 876, 878, 879                                    |
| 20 | Szentendre, kiskertek                            | 876, 878, 879                                    |
| 21 | Szentendre, Szabadságforrás                      | 876, 878, 879                                    |
| 22 | Szentendre, kiskertek                            | 876, 878, 879                                    |
| 23 | Szentendre, Muflon utca                          | 876, 878, 879                                    |
| 31 | Pilisszentlászló, hegytető                       | 870                                              |
| 33 | Pilisszentlászló, Felszabadulás utca             | 870                                              |
| 35 | Pilisszentlászló, községháza érkező végállomás   | 870                                              |